# Teatrul Național din Subotica
Teatrul Național (în sârbă Народно позориште у Суботици, cu alfabetul latin: Narodno Pozorište u Subotici, în croată Narodno kazalište u Subotici, în maghiară Népszínház) este un teatru din Subotica, Serbia.

## Reconstrucție
Clădirea originală a teatrului, care a fost construită în 1854 ca primul edificiu public monumental din Subotica, a fost dărâmată cu scopul reconstrucției de către autoritățile orașului în 2007, deși fusese declarată monument istoric aflat sub protecția statului în 1983, iar în 1991 a fost adăugată în Registrul Național ca un monument de valoare culturală deosebită.
A fost organizată o campanie internațională atât în Serbia, cât și în Ungaria, pentru a salva clădirea originală. ICOMOS și INTBAU au protestat și ele împotriva deciziei, dar fără niciun rezultat. Conform unor păreri, centrul vechi al orașului Subotica a fost grav afectat vizual de această acțiune. Unele rămășițe puține ale clădirii distruse vor fi, se pare, încorporate în noul teatru.